# Imitation of Life (cançó)
«Imitation of Life» és el quarantè senzill de la banda estatunidenca R.E.M., el primer extret de l'àlbum d'estudi Reveal el 16 d'abril de 2001. El títol prové de la pel·lícula Imitació de la vida (homònima en el títol original en anglès), del director Douglas Sirk l'any 1959, i que s'utilitza com a metàfora del pas de d'adolescència a la majoria d'edat.

## Producció
Després de finalitzar les sessions d'enregistrament de l'àlbum, que van realitzar en quatre localitzacions diferents: Vancouver, Athens, Dublín i Miami, la cançó va estar a punt de ser descartada per l'àlbum Reveal perquè era massa semblant a la resta de les cançons. Durant el procés de mescles, la banda va decidir pujar el seu tempo i llavors va canviar l'opinió dels membres de la banda per incloure-la a l'àlbum, i fins i tot escollir-la com a primer senzill.
La recepció per part de la crítica va ser molt positiva per la instrumentació i el contingut líric. Va tenir millor rebuda en les llistes europees que en l'estatunidenca, on només va arribar al 83è lloc, en canvi, al Regne Unit va esdevenir el novè senzill de la banda en entrar al Top 10 com en altres països europeus. La cançó va ser nominada al premi Grammy a la millor interpretació de pop per un duet o grup l'any 2022, però va ser superada per «Stuck in a Moment You Can't Get Out Of» de U2.
La cançó va debutar en el 83è lloc de la llista estatunidenca de senzills, Billboard Hot 100, i en seria el millor lloc finalment malgrat romandre a la llista cinc setmanes més. Al Canadà va arribar al cinquè lloc, i al Regne Unit al sisè al llarg de tretze setmanes. Va entrar al Top 10 de diverses llistes europees i també Austràlia i Nova Zelanda, però en cap aconseguí establir-se al capdamunt.
El videoclip va ser dirigit per Garth Jennings i produït per Nick Goldsmith. Va ser filmat a Calabasas (Estats Units) i representa una festa realitzada en una piscina inspirat en el curtmetratge Tango (1981) del director polonès Zbigniew Rybczyński. El videoclip va ser nominat als premis MTV Video Music Awards de l'any 2001 en les categories de videoclip revolucionari i millor direcció, però no es va imposar en cap d'elles.

## Llista de cançons
| 1.            | «Imitation of Life»             | 3:52  |
| 2.            | «The Lifting» (versió original) | 5:20  |
| 3.            | «Beat a Drum» (Dalkey demo)     | 4:27  |
| 4.            | «2JN»                           | 3:25  |
| 5.            | «Imitation of Life» (videoclip) | 3:50  |
| Durada total: | Durada total:                   | 20:54 |

| 1.            | «Imitation of Life»             | 3:52  |
| 2.            | «The Lifting» (versió original) | 5:20  |
| 3.            | «Beat a Drum» (Dalkey demo)     | 4:27  |
| 4.            | «2JN»                           | 3:25  |
| Durada total: | Durada total:                   | 17:04 |

| 1.            | «Imitation of Life» | 3:52 |
| 2.            | «2JN»               | 3:25 |
| Durada total: | Durada total:       | 7:17 |

| 1.            | «Imitation of Life»             | 3:52  |
| 2.            | «The Lifting» (versió original) | 5:20  |
| 3.            | «Beat a Drum» (Dalkey demo)     | 4:27  |
| Durada total: | Durada total:                   | 13:39 |

| 1.            | «Imitation of Life» (videoclip) | 3:50  |
| 2.            | «2JN» (àudio)                   | 3:25  |
| 3.            | «The Lifting» (àudio)           | 5:20  |
| Durada total: | Durada total:                   | 12:35 |

## Crèdits
R.E.M.
- Peter Buck – guitarra
- Mike Mills – guitarra acústica, veus addicionals
- Michael Stipe – cantant

Músics addicionals
- Pat McCarthy – guitarra acústica
- Scott McCaughey – guitarra acústica
- Ken Stringfellow – guitarra acústica, sintetitzador

Producció
- R.E.M. – producció, arranjaments de corda
- Pat McCarthy – overdubbing de corda, producció, enregistraments, mescles
- Jamie Candiloro – enregistraments, mescles
- Johnny Tate – arranjaments de corda
- Bob Ludwig – masterització